# Tablette de Marsiliana

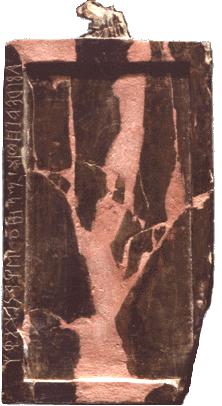
Tablette de Marsiliana.

L'abécédaire de Marsiliana, vers 700 av. J.-C.

La Tablette de Marsiliana (en italien :Tavoletta di Marsiliana) est un abécédaire de l'alphabet étrusque du VIIe siècle av. J.-C., retrouvé dans la frazione Marsiliana d'Albegna de Manciano (près de Grosseto) en 1908 et conservé au musée archéologique national de Florence.

## Histoire
En 1908, à Marsiliana d’Albegna, une frazione de la commune de  Manciano  (province de Grosseto), les fouilles menées par le prince Tommaso Corsini (1835 - 1919) ont mis au jour 109 sépultures d'une nécropole de l'époque orientalisante (nécropole de la Banditella) datant de la fin du VIIIe  au  VIe siècle av. J.-C..
Dans la tombe LXVII dite le Cercle des ivoires (Circolo degli avori) a été trouvée au milieu de divers objets précieux une tablette en ivoire sur laquelle est gravé un abécédaire de l'alphabet étrusque, le plus ancien qui nous soit connu : la Tablette de Marsiliana.

## Description
La Tablette de Marsiliana, une tablette à écrire en ivoire de dimensions 8,8 cm × 5 cm, comportant une partie centrale creusée pour recevoir la cire sur laquelle on écrivait, avec sur une bordure d'un demi-centimètre de large, un alphabet gravé à la pointe métallique. Les trois autres côtés sont décorés d'une tresse en relief. Deux têtes de lion sur un côté servaient de poignées. Au moment de sa découverte, la tablette contenait sur sa partie intérieure des traces d'écriture laissant supposer qu'il s'agit d'un outil d'instruction de l'époque. toutefois, l'étruscologue Massimo Pallottino, vu les dimensions et la matière noble de la tablette, fait l'hypothèse que la pièce archéologique était un objet porté au cou, une sorte de pendentif peut-être revêtu d'or. 
La tablette constitue l'exemple le plus connu d'abécédaire étrusque. Celui-ci comporte 26 lettres dont 5 voyelles, 22 lettres grecques reprenant la forme phénicienne et 4 lettres propres à l'alphabet grec. L'adoption de cet alphabet par les Étrusques de Marsiliana est datée d'environ 700 avant J.-C.. Le san (Ϻ) et le koppa (Ϙ) sont conservés, mais l'oméga (Ω) n'y apparaît pas encore.
L'abécédaire est écrit de droite à gauche et fait apparaître les lettres suivantes :
Ψ Φ Χ Υ Τ Σ Ρ Ϙ Ϻ Π Ο Ξ Ν Μ Λ Κ Ι Θ Η Ζ Ϝ Ε Δ Γ Β Α.
Preuve d'ancienneté, le gamma (Γ) de Marsiliana a une forme identique à la lettre correspondante des inscriptions de Cumes, alors que les alphabets étrusque et latin la notent C. Le digamma Ϝ est également identique à Marsiliana et à Cumes, en revanche le Η présente deux traits intérieurs, contre aucun à Cumes. La forme courante à un trait Η apparaît dans des inscriptions postérieures à Cumes et dans les alphabets étrusques de Véies et de Caeré.